# Amazing (Danny Saucedo-låt)
"Amazing" är en låt som framfördes av Danny Saucedo i Melodifestivalen 2012. Bidraget kom på andra plats i tävlingen.
Låten skrevs och producerades av Danny Saucedo, Peter Boström och Figge Boström.
Inför Melodifestivalen 2012 hade Saucedo blivit erbjuden både "Shout It Out", som då hette "To the Sky", och "Euphoria", men han valde senare att istället framföra "Amazing".
Den 29 april 2012 gick melodin in på Svensktoppens tionde plats, men åkte ut redan efter en vecka.
Kostnaden för framträdandet i Melodifestivalen uppskattades till en kvarts miljon.

## Listplaceringar
| Lista (2012) | Topplacering |
| ------------ | ------------ |
| Sverige      | 2            |

### Fotnoter
1. ↑  "Danny intervjuad av Schlagerprofilerna", Schlagerprofilernas YouTubekanal, 25 februari 2012. Sett den 11 Mars 2015.
2. ↑  ”Svensktoppslistan”. Sveriges Radio. 29 april 2012. http://sverigesradio.se/sida/topplista.aspx?programid=2023&date=2012-04-29. Läst 29 april 2012.
3. ↑  Kulturnyheterna kl 19.01, Sveriges television, 13 mars 2015.
4. ↑  ”Hitparad”. http://hitparad.se/showitem.asp?interpret=Danny+Saucedo&titel=Amazing&cat=s. Läst 18 mars 2012.